# Århus Statsgymnasium
 Ikke at forveksle med Aarhus Gymnasium.
Århus Statsgymnasium, grundlagt i 1958 i Hasle, er Aarhus' tredje gymnasium. Skolen har ca. 850 elever og ca. 80 lærere. Trods sit navn en det en selvejende institution. Århus Statsgymnasium ligger i postdistriktet Aarhus V.
Forud for byggeriet blev der udskrevet en arkitektkonkurrence blandt arkitekter i daværende Århus Amt. Det vindende forslag er tegnet af Arne Gravers og Johan Richter. Den modernistiske bygning blev indviet i juni 1959 og er bl.a. kendt for Asger Jorns store keramikrelief i forhallen samt gobelinen "Den lange rejse" i skolens festsal.
Den 19. november 2004 blev gymnasiet, med tilhørende rektor- og pedelbolig, fredet af Kulturarvsstyrelsen.
Gymnasiet blev fra 1986 til 2006 drevet af Århus Amt, men har alle årene båret sit nuværende navn. Siden 2007 har gymnasiet været selvejende.
Århus Statsgymnasium indviede i 2013 en ny tilbygning samt en skulptur Laokoon udført af Per Kirkeby, som officielt blev afsløret af Hendes Majestæt Dronning Margrethe II d. 30. august 2013.
Skolens righoldige kunstsamling er detaljeret beskrevet i tidligere lærer og kunsthistoriker Janne Ydes bog Kunst på Århus Statsgymnasium (2022)